# Sous-préfet
En France, un sous-préfet est un haut fonctionnaire chargé de représenter l'État au sein d'un arrondissement, sous l'autorité d'un préfet. Le terme désigne à la fois la fonction et le grade de son titulaire, membre du corps préfectoral. En-dehors de cette fonction à la tête d'une sous-préfecture, un sous-préfet peut être secrétaire général de préfecture (il est alors également le sous-préfet d'arrondissement du chef-lieu), directeur de cabinet du préfet ou encore chargé de mission au sein d'une préfecture.  
Le statut des sous-préfets est fixé par le décret no 64-260 du 14 mars 1964 qui a fait l'objet depuis sa parution initiale de nombreuses modifications. 

## Histoire

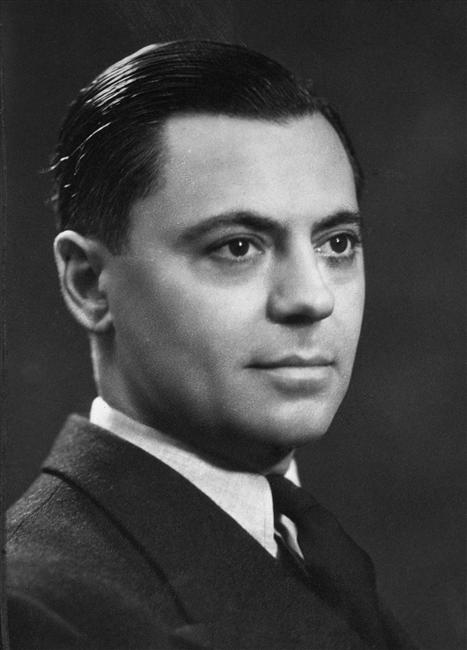
Jean Moulin, sous-préfet d'Albertville de 1925 à 1930, fut le plus jeune des sous-préfets.

Les sous-préfets d’arrondissement ont été institués au même moment que les préfets, par la loi du 28 pluviôse an VIII. Il y avait alors un sous-préfet par arrondissement. À l'origine, pour l'arrondissement du chef-lieu de département, le préfet exerçait les fonctions y afférentes. Le décret du 6 avril 1811 institue un sous-préfet dans chaque arrondissement, y compris celui du chef-lieu de département. Toutefois, une ordonnance du 20 décembre 1815 décide, dans un but d'économie, de réunir les fonctions de sous-préfet de l'arrondissement du chef-lieu de département et de secrétaire général de la préfecture : les secrétaires généraux de préfectures sont assimilés à des sous-préfets. Les secrétaires généraux de préfecture sont supprimés à leur tour par l'ordonnance du 1er août 1817 et finalement rétablis par l'ordonnance du 1er mai 1820. Les fonctions de cabinet ont été introduites ultérieurement.
De 1982 à 1988, ils sont désignés sous le terme de « Commissaire adjoint de la République », à l'instar du préfet rebaptisé « Commissaire de la République ».
En 2013, 22 % des sous-préfectures comptaient moins de 10 agents, 46,5 % moins de 20, 14 % moins de 30, 9,0 % moins de 40 et 8,5 % plus de 50.
Le décret n° 2021-1550 du 1er décembre 2021 portant statut des administrateurs de l'Etat (qui est publié au Journal Officiel le lendemain) prévoit au 1 er janvier 2023 l'extinction du corps des sous-préfets et des préfets dans ce nouveau corps de fonctionnaires à vocation interministérielle, qui est mis en place, pour les corps des administrateurs civils et des conseillers économiques à compter du 1 er janvier 2022. Le décret n°2022-491 du 6 avril 2022 — publié le lendemain au Journal officiel — est relatif au nouveau cadre d'emploi des sous-préfets et des préfets. 
Par suite, le décret 2021-1648 du 13 décembre 2021 (publié au Journal officiel deux jours plus tard) définit une nouvelle grille indiciaire et de nouvelles rémunérations, applicable à compter du 1er janvier 2023, pour les membres de ce corps des administrateurs de l'État. Ainsi, les rémunérations vont de l'indice brut 542 pour le premier échelon du premier grade (jusqu'à l'indice brut 1015, pour le dixième échelon) ; pour le deuxième grade, les rémunérations vont de l'indice brut 813 aux échelles-lettres H E B Bis (pour le huitième échelon) et le troisième grade a droit aux rémunérations les plus élevées, soit au minimum l'indice brut 1027 puis le passage aux échelles-lettres, allant jusqu'à l'échelle-lettre H E D (pour le sixième échelon).

## Recrutement et carrière
L'accès habituel au corps des sous-préfets se fait par détachement depuis le corps des administrateurs civils issus de l’ancienne École nationale d'administration (ENA) devenue Institut National du Service Public, selon les transformations de cette école voulue par le Président de la République, après la crise des Gilets Jaunes, en novembre 2019 . Les sous-préfets sont choisis parmi les administrateurs civils, devenus " administrateurs de l'Etat " après la réforme du corps des administrateurs civils en 2022, affectés au ministère de l'Intérieur.
Après au moins un an d'exercice, sur demande des intéressés, les sous-préfets peuvent être titularisés dans le corps. Le corps des sous-préfets est réparti en deux grades : sous-préfet et sous-préfet hors classe. Les sous-préfets hors classe atteignent des postes dits de " classe fonctionnelle " (dont la liste a été définie par un arrêté du ministre de l'intérieur du 4 janvier 2012) qui sont répartis en trois degrés, la classe la plus élevée en rémunération étant la classe I et la moins élevée étant la classe III. Il existait en 2021 150 postes budgétaires de sous-préfets de " classe fonctionnelle ". 
Les sous-préfets sont régis par le décret n° 2011-1865 du 12 décembre 2011 en ce qui concerne leur rémunération qui est effectuée d'abord selon un échelonnement indiciaire puis, ensuite, en échelles lettres. Ils ont également droit à un régime indemnitaire particulier (indemnité de responsabilité supérieure et complément indemnitaire annuel versé en fin d'année) dont la dernière version est celle de l'arrêté du 14 novembre 2017, publié du Journal Officiel du 30 novembre 2017. Cet arrêté répartit les postes en différents groupes, au nombre de six, le groupe 6 étant le moins rémunéré et le groupe 1 le mieux primé. Le plafond budgétaire pour les sous-préfets classés dans le groupe 1 est égal à 62 050 euros par an pour les deux indemnités citées ci-dessus et celui prévu pour les sous-préfets en groupe 6 est égal à 36 470 euros. 
Par arrêté du 23 novembre 2022 publié au Journal Officiel deux jours plus tard, les sous-préfets ont droit au nouveau dispositif indemnitaire prévu pour le corps des administrateurs de l'Etat, applicable au 1 er janvier 2023. Il est alors prévu  4 groupes de fonctions avec des plafonds annuels d'indemnité de fonctions, de sujétions et d'expertise qui sont les suivants : en groupe 1, 63000 euros ; en groupe 2,  57200 euros ; en groupe 3, 51200 euros et en groupe 4, 45000 euros. Le même arrêté prévoit  les montants maximums du complément indemnitaire annuel lié à l'engagement professionnel et à la manière de servir, qui est également différencié selon le groupe de fonctions : en groupe 1, il est prévu la somme de 15750 euros ; en groupe 2, la somme de 14 300 euros est prévue ; en groupe 3, la somme de 12800 euros est signalée et en groupe 4, c'est la somme de 11350 euros qui est marquée, dans cet arrêté.   
Par ailleurs, la décision du 22 octobre 2021 prise par le ministre de l'Intérieur, publiée au Journal Officiel du 29 octobre 2021, répartit les niveaux de nouvelle bonification indiciaire, pour les sous-préfets ayant atteint la classe fonctionnelle, en 3 groupes de 80 à 120 points d'indice  : 80 points pour les 79 postes de classe fonctionnelle III, 100 points points pour les 58 postes de classe fonctionnelle II, 120 points d'indice pour les 13 postes de la classe fonctionnelle I. 
Outre le recrutement par les anciens élèves de l' E.N.A. entre la première promotion de 1946 et 2020 et ceux de l' I.N.S.P. depuis 2021, peuvent être nommés sous-préfets, au choix, par voie de détachement ou après une procédure de sélection sur dossier et passage devant une commission de sélection : 
- les agents publics tels que les magistrats judiciaires ou administratifs ou financiers, les ingénieurs issus des corps recrutés par la voie de l' Ecole Polytechnique, les commissaires de police (le premier fut Michel Baroin, alors commissaire principal, détaché en 1964, en poste à Nogent-sur-Seine), les directeurs d'hôpital, les administrateurs territoriaux, les directeurs des services pénitentiaires, les officiers supérieurs des armées se reconvertissant dans la fonction publique et qui suivent le cycle d'intégration prévues pour les anciens militaires et qui effectuent une formation d'environ six mois au sein de l' ancienne École nationale d'administration devenue Institut National du Service Public en 2021 avant de devenir sous-préfet ou administrateur civil ;
- les cadres de catégorie A tels des conseillers d'administration, des attachés hors classe, des attachés principaux de préfecture ou d'administration centrale ;
- il existe également un tour extérieur exceptionnel pour les titulaires de diplômes d'enseignement supérieur, particulièrement remarqués sur dossier et devant passer devant une commission de sélection (2 par an).

## Fonctions

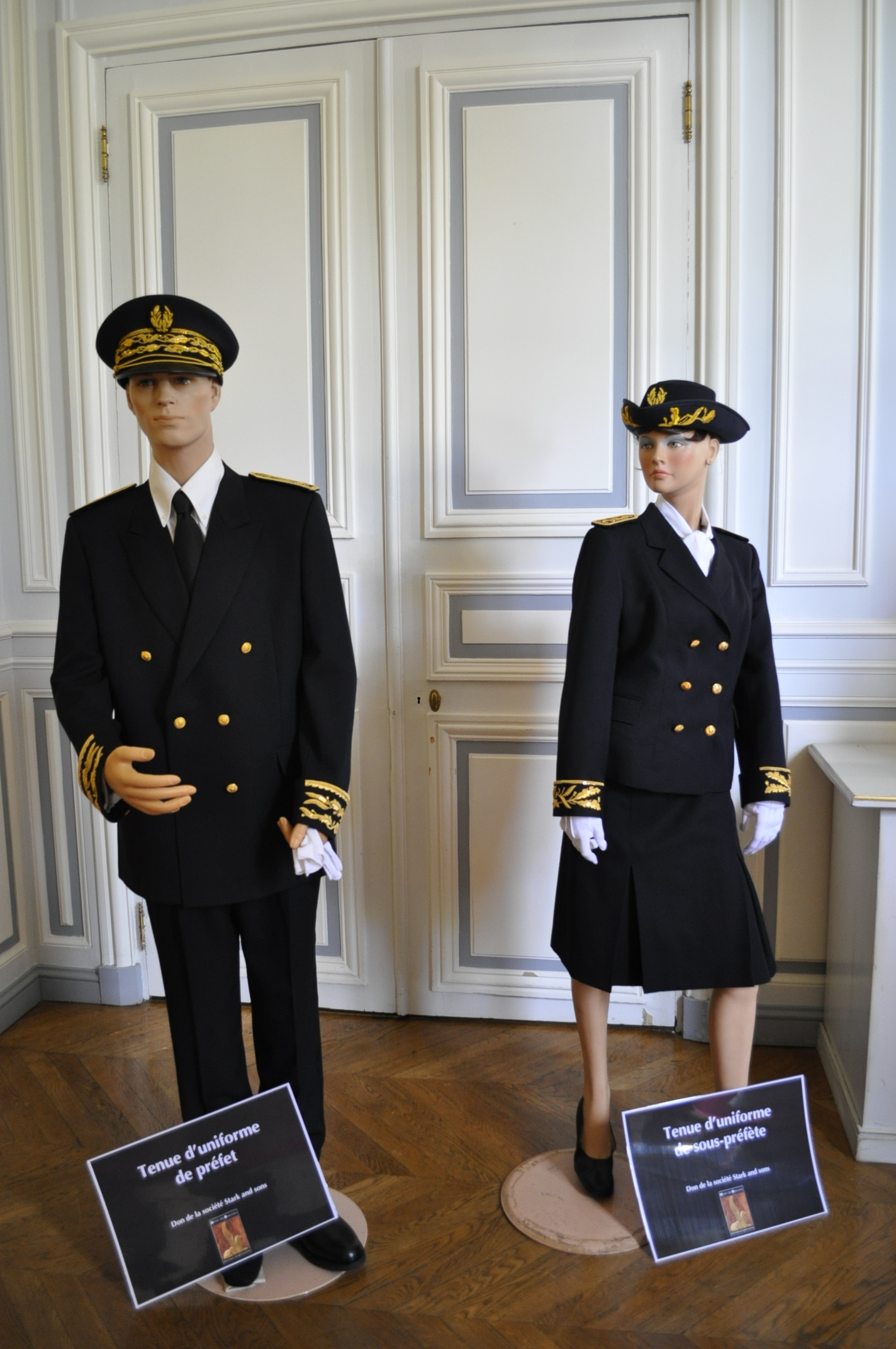
Uniformes de préfet et de sous-préfète d’arrondissement (2013).

Les sous-préfets assistent les préfets dans l'accomplissement de leur mission. À ce titre, ils sont délégués du préfet dans leurs attributions. Les sous-préfets peuvent ainsi exercer plusieurs types de fonction :
1. Sous-préfet d'arrondissement : c'est la fonction historique et la plus reconnue par la population. Le sous-préfet d'arrondissement représente l'État dans l'arrondissement et assure localement les missions de sécurité, de mise en œuvre des politiques publiques, d'ingénierie de développement territorial[5], de conseil aux collectivités et d'animation des services déconcentrés de sa circonscription administrative. Il est, concrètement, le membre du corps préfectoral le plus en contact des citoyens et des territoires ;
2. Secrétaire général de préfecture : il gère les personnels ainsi que les moyens de la préfecture et est également, sauf cas particulier, le sous-préfet de l'arrondissement chef-lieu ;
3. Directeur du cabinet du préfet : il seconde le préfet dans la direction et la coordination de services de la police et de la gendarmerie, des services de secours et de lutte contre l'incendie, ainsi que dans la prévention et la gestion des crises et des situations exceptionnelles, comme les plans ORSEC ou les plans blancs ;
4. Secrétaire général adjoint (SGA) de la préfecture ;
5. Sous-préfet chargé de mission pour la politique de la ville ;
6. Sous-préfet à la relance[6].

A l'instar des préfets, les sous-préfets déposent une gerbe au monument aux morts du chef lieu de leur arrondissement dès leur prise de poste.

## Statistiques
Les effectifs budgétaires des sous-préfets sont annoncés chaque année, lors de la proposition du budget du ministère de l'Intérieur, voté par l'Assemblée nationale et par le Sénat.
Ainsi, 233 postes sont prévus pour les fonctions de sous-préfet d'arrondissement en France métropolitaine et en outre-mer, 101 postes sont dévolus aux fonctions de secrétaire général de préfecture, 101 autres postes sont également prévus pour assumer les fonctions de directeur de cabinet et environ 100 postes sont prévus pour assurer les fonctions de sous-préfet à la ville ou de secrétaire général adjoint en préfecture ; pour les départements avec des populations importantes, 30 postes de sous-préfet à la relance ont été créés en janvier 2021. En octobre 2021, une décision de gestion autorise la création de 8 postes budgétaires pour des sous-préfets dits « en service extraordinaire ». En 2023, il est prévu de recruter 12 sous-préfets au vu de l'article 6 du décret du 6 avril 2022, pour les groupes IV et V (l'avis de recrutement a été publié au Journal officiel du 30 novembre 2022).